# نيل أودونوغو
نيل أودونوغو (بالإنجليزية: Neil O'Donoghue)‏ هو لاعب كرة قدم أمريكي في مركز مسدد ‏، ولد في 18 يونيو 1953 في دبلن في جمهورية أيرلندا. لعب مع بوفالو بيلز وتامبا باي بوكانيرز ونادي شامروك روفرز ونادي شيلبورن.

## وصلات خارجية
- نيل أودونوغو على موقع مرجع كرة القدم المحترفة.كوم (الإنجليزية)